# 林義勝
林義勝（はやし よしかつ、昭和25年（1950年）3月3日 - ）は、日本の写真家。東京都出身。

## 経歴
昭和を代表する写真家：林忠彦の四男。人物写真撮影でのデビューを機にエディトリアルの分野で活躍。歌舞伎・能楽などの「伝統芸能」の写真や、文学・風土などの「歴史」を背景に織り込んだ、テーマ写真を得意とし、写真集・雑誌執筆などで活躍。日本の原風景および「龍」「能」などの撮影に取り組む。国内及び海外で写真展を多数開催し成功を収める。現在、フォトセミナーや審査などを通して、写真愛好家の育成にも携わっている。現、公益社団法人日本写真家協会会員。林忠彦作品研究室代表。

## 略年譜
- 昭和25年（1950年）：東京都で林忠彦の四男に生まれる。
- 昭和48年（1973年）：東京総合写真専門学校卒業。
- 昭和49年（1974年）：初の個展「芸能人100人の顔」を銀座富士フォトサロンほかで開催。
- 昭和49年（1974年）：日本写真家協会入会
- 昭和52年（1977年）：「中村勘九郎写真展」ミノルタフォトスペースほか。
- 昭和55年（1980年）：個展「弓を引くヘラクレス・経営者　簗瀬次郎」銀座コダックフォトサロン

- 昭和61年（1986年）：父・林忠彦の最後のライフワーク「東海道」の撮影に同行。〜平成2年（1990年）
- 昭和63年（1988年）：外国人初の写真展「龍の北京」を（中国歴史革命博物館）にて開催。入場者数過去最高と大成功を収める。歴史写真の分野でも活躍。
- 昭和64年（1989年）：個展「龍の北京」名古屋デザイン博覧会
- 平成2年（1990年）：個展「龍の北京」長崎旅博覧会
- 平成5年（1993年）：個展「十二支伝説」をサンパウロ美術館で開催。巡回展をニューヨーク・シンガポール・マレーシア・台湾などで開催。
- 平成9年（1997年）：個展「観世榮夫の世界」を銀座、和光ホールで開催。
- 平成9年（1997年）：個展「毛利元就」銀座コンタックスサロン
- 平成11年（1999年）：個展「伝元禄忠臣蔵夢跡」を兵庫県、赤穂市立歴史博物館ほかで開催。
- 平成12年（2000年）：個展「龍伝説」をコンタックスサロン銀座ほかで開催。上條喬久デザインのカレンダー「龍の起源」が通商産業大臣賞を受賞。
- 平成15年（2003年）：個展「東海道万華鏡」を名古屋、JRセントラルタワーズほかで開催。
- 平成16年（2004年）：個展「OMOTE観世宗家能面写真展」を静岡県、グランシップほかで開催。
- 平成17年（2005年）：写真展「NHKスペシャル新・シルクロードを写真家、稲越功一・大村次郷・長倉洋海の4人の写真で、東京青山ブックセンター本店にて開催。
- 平成18年（2006年）：個展「心で撮り継ぐ『道』の物語」を銀座、J-POWER（電源開発）本店にて開催。
- 平成19年（2007年）：個展「十六夜日記 - 歌枕の風景」を銀座、J-POWER（電源開発）本店にて開催。
- 平成19年（2007年）：個展「新シルクロード」をコンタックスサロン銀座にて開催。
- 平成19年（2007年）：個展「大文字送り火」を新宿、コニカミノルタプラザにて開催。
- 平成19年（2007年）：写真展「東海道　林忠彦／十六夜日記　林義勝」を品川、キヤノンギャラリーSにて開催。
- 平成21年（2009年）：写真展「映画ゆずり葉メイキング写真展」を写真家、石島邦彦、海老塚一浩の3人で、新宿、コニカミノルタプラザにて開催。
- 平成24年（2012年）：個展「ちょっと失礼・芸能人100人の顔」1969〜75年　JCIIフォトサロン
- 平成25年（2013年）：個展「中村勘三郎　1975〜82年」JCIIフォトサロン
- 平成25年（2013年）：個展「ふるさと讃歌」J-POWER（電源開発）本店にて開催。
- 平成25年（2013年）：個展「観世清和の能」銀座キヤノンサロンほか
- 平成29年（2017年）：個展「文学のふるさとを巡る」J-POWER（電源開発）本店にて開催。

## 作品集
- 1993年『京の茶室　瀬戸内寂聴さんと訪れる』（林忠彦 共著）婦人画報社
- 1993年『十二支伝説』PHP研究所
- 1995年『良渚遺跡への旅　幻の長江文明』（稲盛和夫・梅原猛共著 ）PHP研究所
- 1997年『幽－観世榮夫の世界』（観世榮夫 共著）小沢書店
- 1997年　ビジュアルガイド『毛利元就』PHP研究所
- 1998年『英語で歌う日本の歌』No.1・No.2の写真 訳者グレック アーウィン ジャパンタイムズ
- 1999年『龍伝説』NHK出版
- 1999年『歴史写真紀行 元禄の夢跡』日本写真企画
- 2000年　カレンダー『龍の起源』が通商産業大臣賞を受賞
- 2002年『OMOTE　観世宗家能面』（観世清和・増田正造 共著）檜書店
- 2005年『新シルクロード』（共著）NHK出版
- 2006年『東海道の旅』ウェッジ
- 2009年『ゆずり葉』（共著）三省堂
- 2010年『茶室』（林忠彦 写真）に林忠彦作品研究室として協力。文章 montagnana virgilio  イタリア・エレクタ社
- 2012年『ちょっと失礼・芸能人100人の顔1969〜75年』（日本カメラ財団）
- 2013年『中村勘三郎1975年〜82年』（日本カメラ財団）
- 2015年『オヤジの背中』（写真家林忠彦・父林忠彦）日本写真企画